# 국경 전투 (1939년)
폴란드 국경 전투(폴란드어: Bitwa graniczna)는 1939년 9월 독일의 폴란드 침공 첫날부터 사흘 동안 벌어진 전투를 말한다. 일련의 전투는 폴란드군이 격파되거나 퇴각하도록 강요하면서 독일의 승리로 끝났다.

## 전투 이전
폴란드의 방위 계획(Plan Zachód)은 독일의 침공에 대비해 폴란드 국경 방어를 요구했다. 폴란드의 새로운 산업과 주요 인구 중심지들은 국경 지역에 위치해 있었지만, 이 긴 국경선은 적절하게 방어하기가 매우 어려웠다. 이 계획은 일부 폴란드군과 서방 측 고문들로부터 비난을 받았지만, 인구의 상당 부분을 적에게 버리는 효과를 우려하는 정치인들의 지지를 받았다.
독일의 침공 계획(Fall Weiss)은 전쟁 선포 전에 적대 행위의 시작과 전격전의 전개를 요구했다. 독일군은 세 가지 방향으로 폴란드를 침공할 예정이었다.
- 독일 본토로부터 폴란드 서부 국경을 통과하기
- 동프로이센 외곽에서 북부 폴란드로 진격하기
- 슬로바키아 병력과 연합하여 슬로바키아 국경으로 진격하기